# Chiesa di Sant'Ippolito (Bardonecchia)
La chiesa di Sant'Ippolito è la parrocchiale di Bardonecchia, in città metropolitana di Torino e diocesi di Susa; fa parte della vicaria di Bardonecchia.

## Storia e descrizione
Nata come Santa Maria ad Lacum, all'inizio del secondo millennio, ne è rimasto l'elegante campanile romanico in pietra che risale al XIII secolo e che, restaurato e dotato di guglia ornamentale in rame, si appoggia al fabbricato dell'attuale chiesa parrocchiale sul lato sud, esibendo una serie verticale di quattro bifore. L'attuale chiesa parrocchiale fu costruita in sostituzione della precedente, demolita nel primo ottocento perché pericolante, negli anni 1827-28, ma consacrata solo nel 1833.
All'interno sono presenti notevoli opere dell'artigianato della valle. Dietro l'altare si trova un prezioso coro di stalli lignei splendidamente decorati, già appartenenti all'antica abbazia della Novalesa, sovrastati al centro da una ricca ancona in legno dorato, nella  parte centrale della cui figura espone un dipinto rappresentante la Madonna con il Bambino ed i santi Ippolito e Giorgio.
Sotto il riquadro figura una tavoletta in legno scolpito rappresentante l'Ultima Cena, la preghiera di Gesù nell'orto dei Getsemani e la sua cattura. Nelle cappelle laterali e sui pilastri sono presenti numerose opere pittoriche e sculture in legno, relative a periodi che vanno dal XV al XIX secolo. Il fonte battesimale, scolpito in pietra, risale al 1573.

### Un'altra chiesa di Sant'Ippolito, l'ipotesi di Savi
Severino Savi nel suo testo La Cattedrale di San Giusto e le chiese romaniche della Valle di Susa ipotizza che nel Medioevo esistesse una chiesa di Sant'Ippolito separata da quella di Santa Maria «a un centinaio di metri ad ovest della chiesa parrocchiale, quasi a ridosso della canonica». L'indagine dello storico dell'arte, partendo dalla costante tradizione orale del paese, che identificava una casa di civile abitazione come ex chiesa, nella seconda metà del Novecento, fotografava sul colmo del tetto una croce su sfera e sul lato sud tracce di tre monofore, oltre ad altri elementi architettonici, che indiziavano una prima destinazione diversa dalla casa rurale cui era stato ridotto l'edificio .